# Darrell Hill
Darrell Hill (ur. 17 sierpnia 1993 w Darby) – amerykański lekkoatleta specjalizujący się w pchnięciu kulą.
Srebrny medalista młodzieżowego czempionatu NACAC (2014). W 2015 zajął 4. miejsce na igrzyskach panamerykańskich oraz sięgnął po srebro mistrzostw NACAC. Rok później startował na igrzyskach olimpijskich w Rio de Janeiro, podczas których zajął 23. miejsce w eliminacjach i nie awansował do finału. Jedenasty zawodnik mistrzostw świata w Londynie (2017).
Stawał na podium mistrzostw USA. Medalista mistrzostw NCAA.
Rekordy życiowe: stadion – 22,44 (31 sierpnia 2017, Bruksela); hala – 21,06 (3 marca 2018, Birmingham).

## Osiągnięcia
| Rok  | Impreza                       | Miejsce        | Lokata            | Wynik |
| ---- | ----------------------------- | -------------- | ----------------- | ----- |
| 2014 | Młodzieżowe mistrzostwa NACAC | Kamloops       | 2. miejsce        | 18,85 |
| 2015 | Igrzyska panamerykańskie      | Toronto        | 4. miejsce        | 20,10 |
| 2015 | Mistrzostwa NACAC             | San José       | 2. miejsce        | 19,67 |
| 2016 | Igrzyska olimpijskie          | Rio de Janeiro | el. – 23. miejsce | 19,56 |
| 2017 | Mistrzostwa świata            | Londyn         | 11. miejsce       | 20,79 |
| 2018 | Halowe mistrzostwa świata     | Birmingham     | 6. miejsce        | 21,06 |
| 2018 | Mistrzostwa NACAC             | Toronto        | 1. miejsce        | 21,68 |
| 2019 | Mistrzostwa świata            | Doha           | 5. miejsce        | 21,65 |